# 삼심제
대한민국의 사법기관은 일반적으로 삼심제(三審制)로 운영된다. 1심과 2심은 사실심, 즉 사실의 존부와 법률의 두 가지 측면을 모두 고려한 판결이고, 3심은 법률심, 즉 법률적인 측면만 고려한 판결이다.
상고의 대상은 항소심의 재판이다. 항소심 재판은 통상 고등법원이나 지방법원 합의부에서 열리며 항소의 이유가 충분하다고 판단되면 사건의 진위 여부와 잘잘못을 다시 가린다. 항소에 의한 재판이므로 항소심 이라고도 한다. 항소의 이유가 충분하지 않을 때 항소를 기각할 수 있다. 고등법원의 판결에 따를 수 없을 때 판결 후 2주일 이내에 상고할 수 있다.
3심 재판은 대법원에서 하며 사건의 진위 여부는 다시 가리지 않고 법률에 대한 해석만을 검토한다. 상고에 의한 재판이므로 상고심 이라고도 한다. 대법원의 판결은 판례로 기록되며, 기록된 판례는 사법권 행사의 관례로 작용한다. 대법원이 사건에 대한 판결을 통해 원심을 확정하거나 파기하며 법률이 헌법에 어긋난다고 판단할 경우 헌법재판소에 위헌 여부 판단을 신청한다.

## 재판 장소
현재 대한민국은 삼심제로 운영하되, 1·2·3심을 받는 장소가 모두 다르다.
| 심판 수 | 재판 장소                              | 비고   |
| ------- | -------------------------------------- | ------ |
| 1심     | 지방법원·지원 혹은 시·군법원 단독 판사 |        |
| 2심     | 지방법원 본원 합의부                   | 항소심 |
| 3심     | 대법원                                 | 상고심 |

| 심판 수 | 재판 장소            | 비고   |
| ------- | -------------------- | ------ |
| 1심     | 지방법원·지원 합의부 |        |
| 2심     | 고등법원             | 항소심 |
| 3심     | 대법원               | 상고심 |

### 사건의 경중도 기준
현재 대한민국에서는 3심은 대법원에서 재판하지만, 1심과 2심은 사건의 경중도에 따라 재판 장소, 판사 수가 다른데 아래 사항에 해당되면 중대한 사건 처분을 받고, 해당되지 않으면 경미한 사건 처분을 받는다.
- 민사 사건일 경우 소가가 2억 원을 초과하는 사건 및 그 소가를 산출할 수 없는 사건
  - 단 수표금, 약속어음금청구 사건과 금융기관의 대여금청구 사건 등은 소가에 관계없이 단독판사가 재판함.
- 형사 사건일 경우 사형·무기 또는 단기 1년 이상의 징역 또는 금고에 해당하는 사건
  - 단 수표위조, 상습폭력, 상습절도 등 사건은 단독판사가 재판함.

## 같이 보기
- 단심제
- 이심제
- 상고